# Peter von Zevel
Peter von Zevel (* 1530 in Aachen; † 16. oder 17. Jahrhundert) war ein Bürgermeister der Reichsstadt Aachen.

## Leben und Wirken
Peter von Zevel war der Sohn des Bürgermeisters Adam von Zevel und dessen Gattin Barbara Bestolz (* 1500), der Erbin des adeligen Guts Steinhaus in Bardenberg. Nach dem Übertritt seiner Eltern zum evangelischen Glauben wurde auch er ein engagiertes Mitglied der reformierten Gemeinde Aachens und übernahm von 1577 bis 1579 das Ehrenamt des „Ältesten“ der lutherischen Gemeinde. 
Trotz der Schwierigkeiten in Zeiten der Aachener Religionsunruhen strebte auch Peter von Zevel politische Ämter an und wurde zunächst im Jahr 1574 zum Vogt von Burtscheid  ernannt. Schließlich wurde er in den Jahren 1580/81, 1583/84, 1585/86, 1587/88 und 1589/90 aus den Reihen der Zünfte zum Bürger-Bürgermeister der Stadt Aachen gewählt. Da die reformierten Kräfte in der Stadt vorübergehend die Mehrheit hatten, standen mit Johann von Lontzen (1583 und 1585) und Anastasius von Segraedt (1587 und 1589) zwei ebenfalls evangelisch orientierte Schöffenbürgermeister an seiner Seite. Lediglich bei seiner ersten Wahl im Jahr 1580 musste er sich mit dem Katholiken Leonhard von dem Hove arrangieren, der sich jedoch aus Frust vor dem Erstarken der Protestanten aus der Politik zurückzog. In seiner vorletzten Amtsperiode trug von Zevel im Jahr 1588 maßgeblich zum Ausbau des Klüppels als zentrales Bethaus der Reformierten in Aachen bei. 
Peter von Zevel war verheiratet mit Ottilie Middelmann und da die Ehe kinderlos blieb, erbte nach ihm seine Schwester Maria (* 1532) das Gut Steinhaus in Bardenberg, das sie dann in ihre Ehe mit dem Tuchfabrikanten Wilhelm Pastor (1522–1579) einbrachte. Über den Ort und den Zeitpunkt des Ablebens von Peter von Zevel ist nichts überliefert.